# La Ladrillera, Baja California
La Ladrillera är en ort i Mexiko.   Den ligger i kommunen Mexicali och delstaten Baja California, i den nordvästra delen av landet, 2 200 km nordväst om huvudstaden Mexico City. La Ladrillera ligger 9 meter över havet och antalet invånare är 185.
Terrängen runt La Ladrillera är mycket platt. Runt La Ladrillera är det ganska tätbefolkat, med 58 invånare per kvadratkilometer. Närmaste större samhälle är Mexicali, 10,0 km väster om La Ladrillera. Omgivningarna runt La Ladrillera är i huvudsak ett öppet busklandskap.